# Los Angeles Chargers
Los Angeles Chargers su momčad američkog nogometa iz Carson u Kaliforniji. Natječu se u zapadnoj diviziji AFC konferencije NFL lige. Chargersi su osnovani 1960. godine, a najveći uspjeh im je osvajanje AFL lige 1963. godine. Od 1967. svoje domaće utakmice igraju na Qualcomm Stadiumu.

## Povijest kluba

### Počeci u AFL-u
Chargersi su osnovani u Los Angelesu 1960. godine kao jedna od osam momčadi osnivača AFL lige. Predvođeni trenerom Sidom Gillmanom, već prve sezone osvajaju svoju zapadnu diviziju, ali u prvenstvenoj utakmici gube od Houston Oilersa. Sljedeće godine momčad seli u San Diego te ponovno završava sezonu sezonu porazom u finalu AFL-a od Oilersa. Chargersi s 11 pobjeda završavaju 1963., a wide receiver Lance Alworth, kasnije smatran možda i najboljim igračem San Diego Chargersa svih vremena, postaje MVP lige. Za naslov prvaka igraju s pobjednicima istočne divizije AFL-a, Boston Patriotsima. Alworth, quarterback John Hadl, running back Keith Lincoln i ostatak ekipe Chargersa pobjeđuje Patriotse 51:10 i tako osvajaju svoj prvi (i do danas jedini) naslov prvaka.
Chargersi prvi vrhu AFL-a ostaju do spajanja lige s NFL-om 1970., bilježivši samo pobjedničke sezone, a do finalne utakmice došli su još dvaput, 1964. i 1965. te oba puta izgubili od Buffalo Billsa.

### Air Coryell
Početke u NFL-u Chargersi neće pamtiti po dobrome. Tek 1978. dolaze do prvog pobjedničkog omjera u novoj ligi, nakon što je momčad preuzeo trener Don Coryell. Coryell u momčad uvodi novu napadačku filozofiju, po njemu nazvanu "Air Coryell", a koju karakterizira naglasak na srednje duga i duga dodavanja. Ta igra je savršeno odgovarala quarterbacku Chargersa Danu Foutsu i njegovim hvatačima tight endu Kellenu Winslowu i wide receiveru Johnu Jeffersonu, te Chargersi 1979. s 12 pobjeda u sezoni po prvi put u NFL-u osvajaju diviziju. Međutim, gube odmah u divizijskoj rundi doigravanja od starih rivala Houston Oilersa. Iduće sezone momčad već ima tri igrača s više od 1000 uhvaćenih jarda dodavanja u sezoni, a uspijevaju i ostvariti pobjedu u doigravanju. U divizijskoj rundi pobjeđuju Buffalo Billse 20:14, ali ih u konferencijskom finalu pobjeđuju budući prvaci Oakland Raidersi. Svoju treću diviziju zaredom osvajaju 1981., ali su i te sezone unatoč najboljem napadu lige zaustavljeni u konferencijskom finalu, gdje su ih porazili Cincinnati Bengalsi 27:7.

### U devedesetima
Chargersi nakon početka 80-ih pomalo posustaju. Coryell odlazi iz momčadi 1986. a Fouts 1988. Prva uspješna sezona im dolazi 1992. kada s 11 pobjeda osvajaju diviziju po prvi put nakon 11 godina, i to nakon četiri poraza u prve četiri utakmice u sezoni. U doigravanju pobjeđuju Kansas City Chiefse, ali onda u divizijskoj rundi gube od Miami Dolphinsa 31:0. Dvije sezone kasnije dolaze do najvećeg uspjeha u novijoj povijesti. Predvođeni quarterbackom Stanom Humphriesom u napadu i linebackerom Juniorom Seauom (12 puta izabranim u Pro Bowl) u obrani osvajaju diviziju i ulaze u doigravanje. Tu u tijesnim utakmicama pobjeđuju Miami Dolphinse i Pittsburgh Steelerse i po prvi puta u povijesti dolaze do Super Bowla. Tu ih čekaju veliki favoriti San Francisco 49ersi Stevea Younga i Jerryja Ricea koji u utakmici igranoj u Miamiju pobjeđuju 49:26.

### Od 2002. do danas
Marty Schottenheimer preuzima momčad 2002. Sezonu ranije Chargersi na draftu biraju quarterbacka Drewa Breesa i running backa LaDainiana Tomlinsona. Nakon katastrofalne sezone 2003., Chargersi iduće godine dolaze do playoffa. Završetkom sezone 2005. iz momčadi u New Orleans Saintse odlazi Drew Brees, a prvi quarterback postaje Philip Rivers. Već prva njegova sezona završava s rekordnih 14 pobjeda Chargersa u sezoni, a k tome LaDainian Tomlinson predvodi ligu s 1815 jarda probijanja. Unatoč vodstvu u trećoj četvrtini protiv Patriotsa, gube utakmicu divizijske runde doigravanja s 24:21. 
Pred sezonu 2007. momčad preuzima trener Norv Turner i momčad je ponovno u doigravanju. Ovaj put (nakon pobjeda nad Tennessee Titansima i Indianapolis Coltsima) dolaze do konferencijskog finala gdje ih ponovno pobjeđuju Patriotsi, ovaj put 21:12.
Chargersi diviziju osvajaju i 2008. i 2009. i dolaze do divizijske runde doigravanja. Nakon 2009. Tomlinson odlazi iz momčadi, a zadnje pojavljivanje Chargersa u doigravanju je 2013. pod novim trenerom Mikeom McCoyem.

## Učinak po sezonama od 2008.
| Sezona | Liga | Konferencija | Divizija | Regularni dio sezone | Regularni dio sezone | Regularni dio sezone | Regularni dio sezone | Uspjeh u doigravanju         |
| Sezona | Liga | Konferencija | Divizija | Poz.                 | Pob.                 | Por.                 | Ner.                 | Uspjeh u doigravanju         |
| ------ | ---- | ------------ | -------- | -------------------- | -------------------- | -------------------- | -------------------- | ---------------------------- |
| 2008.  | NFL  | AFC          | Zapad    | 1.                   | 8                    | 8                    | 0                    | poraženi u divizijskoj rundi |
| 2009.  | NFL  | AFC          | Zapad    | 1.                   | 13                   | 3                    | 0                    | poraženi u divizijskoj rundi |
| 2010.  | NFL  | AFC          | Zapad    | 2.                   | 9                    | 7                    | 0                    |                              |
| 2011.  | NFL  | AFC          | Zapad    | 2.                   | 8                    | 8                    | 0                    |                              |
| 2012.  | NFL  | AFC          | Zapad    | 2.                   | 7                    | 9                    | 0                    |                              |
| 2013.  | NFL  | AFC          | Zapad    | 3.                   | 9                    | 7                    | 0                    | poraženi u divizijskoj rundi |
| 2014.  | NFL  | AFC          | Zapad    | 3.                   | 9                    | 7                    | 0                    |                              |
| 2015.  | NFL  | AFC          | Zapad    | 4.                   | 4                    | 12                   | 0                    |                              |
| 2016.  | NFL  | AFC          | Zapad    | 4.                   | 5                    | 11                   | 0                    |                              |
| 2017.  | NFL  | AFC          | Zapad    | 2.                   | 9                    | 7                    | 0                    |                              |
| 2018.  | NFL  | AFC          | Zapad    | 2.                   | 12                   | 4                    | 0                    | poraženi u divizijskoj rundi |